# Cantone di Saint-Genis-de-Saintonge
Il Cantone di Saint-Genis-de-Saintonge era una divisione amministrativa dell'arrondissement di Jonzac.
A seguito della riforma approvata con decreto del 27 febbraio 2014, che ha avuto attuazione dopo le elezioni dipartimentali del 2015, è stato soppresso.

## Composizione
Comprende i comuni di:
- Bois
- Champagnolles
- Clam
- Clion
- Givrezac
- Lorignac
- Mosnac
- Plassac
- Saint-Dizant-du-Gua
- Saint-Fort-sur-Gironde
- Saint-Genis-de-Saintonge
- Saint-Georges-Antignac
- Saint-Germain-du-Seudre
- Saint-Grégoire-d'Ardennes
- Saint-Palais-de-Phiolin
- Saint-Sigismond-de-Clermont